# The Gestures
The Gestures — американская подростковая гаражная рок-группа, основанная в Манкейто, штат Миннесота в 1964 году: Гас Дью (гитара), Том Клужерз (Бас), Дэйл Ментен (гитара / вокал) и Брюс Уотерстон (ударные).
Группа в первую очередь известна своим хитом «Run, Run, Run», записанном осенью 1964 года. «Run, Run, Run» был выпущен на лейбле Soma Records в октябре 1964 года. Став хитом на среднем западе, он занял 44-е место в Billboard Hot 100.
Музыка группы имела некоторую схожесть с музыкой The Beatles и напоминала стилистику музыки Британского вторжения
Просуществовав два года, группа распалась в 1965 году. Гас Дью, основатель группы, умер в 2004-м году в возрасте 57-и лет.
«Run, Run, Run» была включена во многие компиляции, в первую очередь на Nuggets: Original Artyfacts from the First Psychedelic Era, 1965–1968.
В 2008-м году группа была введена в зал славы Rock & Country.